# UTC−3:45
UTC-3:45 — позначення для відмінних від UTC часових зон на - 3 години 45 хвилин. Іноді також вживається поняття «часовий пояс UTC-3:45». Такий час використовувався в Гаяні з 1 березня 1915 до 30 липня 1975. Також наближене до UTC-3:45 зміщення часу від UTC використовувалося в Уруґваї з 28 липня 1898 до 30 квітня 1920 (UTC-3:44:44)

## Використання
Зараз не використовується

## Історія використання
Час UTC-3:45 використовувався:

### Як стандартний час
- Гаяна (1915-1975)
- Уругвай (1898-1920)

### Як літній час
Ніде не використовувався